# Gro Hammerseng-Edin
Gro Hammerseng-Edin (Gjøvik, 1980. április 10. –) olimpiai bajnok norvég kézilabdázó. A 2007-es teljesítményéért az év legjobb kézilabdázójának választották.
Annak ellenére, hogy 2005-ben a dán bajnokság legjobb irányítójának választották, gyakran átlövőként szerepelt, de azon a poszton is nagyszerűen helytáll.
A norvég válogatottban 2000. november 29-én debütált Lengyelország ellen, és gyorsan vezéregyéniség lett a nemzeti csapatban. A 2000 decemberében rendezett Európa-bajnokságon már részt vehetett, ahol végül a hatodik helyet szerezte meg a norvég csapat. Többször került már be a világversenyek All-star csapatába, a 2004-es Európa-bajnokság legértékesebb játékosának is megválasztották.
Élettársi kapcsolatban élt csapattársával, Katja Nyberggel. 2010 augusztusában kapcsolatuk véget ért. 2010. októbere óta csapattársa, Anja Hammerseng-Edin élettársa, majd 2013. augusztusa óta házastársa.

## Sikerei, díjai
- Világbajnokság ezüstérmes: 2001, 2007
- Európa-bajnokság győztes: 2004, 2006, 2010
  - 2. helyezett: 2002
- Olimpia győztes: 2008
- Kupagyőztesek Európa-kupája győztes: 2004
- Női EHF-bajnokok ligája győztese: 2011
- Norvég bajnokság győztese: 2011, 2013, 2014, 2015, 2016